# Eric Aedo
Eric Mariano Aedo Jeldres (Los Ángeles, 13 de julio de 1968) es administrador de programas sociales y político chileno del Partido Demócrata Cristiano. Desde marzo de 2022 ejerce como diputado por el distrito N°20 de la Región del Biobío.
Anteriormente se desempeñó como gobernador de la Provincia de Concepción (2007-2010), concejal de Concepción (2012-2014) y seremi de Bienes Nacionales (2014-2018).

## Biografía
Es hijo de José Mariano Aedo Arias y de Nora Alicia Jeldres Flores. Está casado con Valeska Agurto Contreras.
Realizó sus estudios secundarios en el Liceo de Hombres A-59, actual Liceo Bicentenario Los Ángeles, de la comuna del mismo nombre. Posteriormente, se tituló de Administrador de Programas Sociales en la Universidad Católica de la Santísima Concepción. Posee un magíster en Política y Gobierno.
Asimismo, permaneció por 5 años en la Compañía de Jesús donde se preparaba para el sacerdocio.
En 2010 se incorporó al Departamento de Desarrollo Estratégico de la Universidad Católica de la Santísima Concepción. Al año siguiente, asumió como director de Apoyo a los Estudiantes (DAE) en la misma universidad. 
Entre el 2000 y el 2006, fue director en la Región del Biobío del Programa Chile Barrios. El 28 de junio de 2007, es designado por la presidenta Michelle Bachelet como gobernador de la Provincia de Concepción, permaneciendo en el cargo hasta el 11 de marzo de 2010. En 2012 fue elegido como concejal de Concepción, cargo que dejó tras ser nominado como secretario regional ministerial de Bienes Nacionales durante el segundo gobierno de Bachelet.
En noviembre de 2020 se alzó como ganador de las primarias de gobernadores regionales de Unidad Constituyente, siendo el candidato del bloque para la Región del Biobío. En la elección de 2021 quedó en el cuarto lugar, sin pasar al balotaje.
Para las elecciones parlamentarias de 2021 se presentó como candidato a diputado por el distrito N°20, correspondiente a las comunas de Chiguayante, Concepción, Coronel, Florida, Hualpén, Hualqui, Penco, San Pedro de la Paz, Santa Juana, Talcahuano y Tomé. Fue elegido con 10.712 votos, equivalentes al 3,09% del total de sufragios válidamente emitidos. Asumió el cargo el 11 de marzo de 2022, siendo el jefe de bancada del PDC.

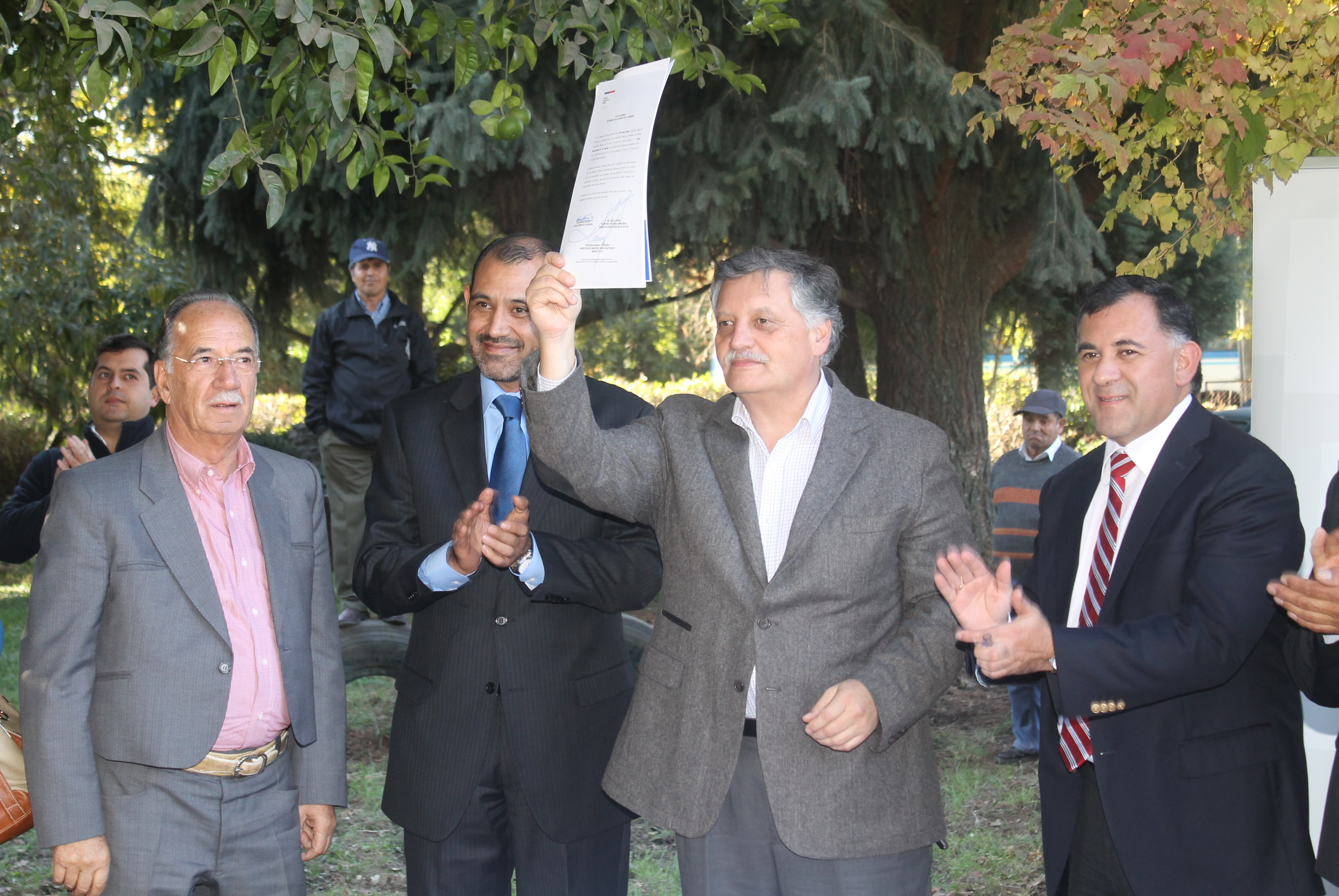
Aedo junto con el subsecretario de Bienes Nacionales, Jorge Maldonado, el alcalde de Los Ángeles, Esteban Krause; y el diputado José Pérez en 2015.

## Historial electoral

### Elecciones municipales de 2012
- Elecciones municipales de 2012, para el Concejo Municipal de Concepción[2]

### Elecciones de gobernador regional de 2021
- Elección de gobernador regional de 2021 para la gobernación de la Región del Biobío, Primera vuelta.

### Elecciones parlamentarias de 2021
- Elecciones parlamentarias de 2021, candidato a diputado por el distrito 20 (Chiguayante, Concepción, Coronel, Florida, Hualpén, Hualqui, Penco, San Pedro de la Paz, Santa Juana, Talcahuano y Tomé)[3]